# Gulnaz Badikova
Gulnaz Badikova (en rus Гульназ Бадыкова) (21 d'abril de 1994) és una ciclista russa especialista en el ciclisme en pista.

## Palmarès
- 2013
  -  Campiona d'Europa sub-23 en Persecució per equips (amb Maria Mishina, Svetlana Kashirina i Aleksandra Txekina)
- 2014
  -  Campiona d'Europa sub-23 en Persecució per equips (amb Alexandra Goncharova, Tamara Balabolina i Aleksandra Txekina)
- 2015
  -  Campiona d'Europa sub-23 en Puntuació